# Publius Claudius Iustus
Publius Claudius Iustus war ein im 1. Jahrhundert n. Chr. lebender Angehöriger des römischen Ritterstandes (Eques).
Durch eine Inschrift, die bei Syene gefunden wurde und die auf 98/99 datiert ist, ist belegt, dass Iustus Präfekt der Cohors I Thebaeorum equitata und Curator der Cohors I Hispanorum equitata war, die zu diesem Zeitpunkt beide in der Provinz Aegyptus stationiert waren.